# Лейк-Вілсон (Міннесота)
Лейк-Вілсон (англ. Lake Wilson) — місто (англ. city) в США, в окрузі Маррей штату Міннесота. Населення — 254 особи (2020).

## Географія
Лейк-Вілсон розташований за координатами 43°59′43″ пн. ш. 95°57′17″ зх. д. / 43.99528° пн. ш. 95.95472° зх. д. (43.995358, -95.954588).  За даними Бюро перепису населення США в 2010 році місто мало площу 1,30 км², з яких 1,08 км² — суходіл та 0,22 км² — водойми.

## Демографія
Згідно з переписом 2010 року, у місті мешкала 251 особа в 128 домогосподарствах у складі 72 родин. Густота населення становила 193 особи/км².  Було 139 помешкань (107/км²).
Расовий склад населення:
| - 99,6 % — білих - 0,4 % — азіатів |

До двох чи більше рас належало 0,0 %. Частка іспаномовних становила 2,0 % від усіх жителів.
За віковим діапазоном населення розподілялося таким чином: 16,7 % — особи молодші 18 років, 59,0 % — особи у віці 18—64 років, 24,3 % — особи у віці 65 років та старші. Медіана віку мешканця становила 51,2 року. На 100 осіб жіночої статі у місті припадало 110,9 чоловіків;  на 100 жінок у віці від 18 років та старших — 102,9 чоловіків також старших 18 років.
Середній дохід на одне домашнє господарство  становив 54 016 доларів США (медіана — 46 146), а середній дохід на одну сім'ю — 69 396 доларів (медіана — 59 583). За межею бідності перебувало 7,1 % осіб, у тому числі 3,1 % дітей у віці до 18 років та 12,3 % осіб у віці 65 років та старших.
Цивільне працевлаштоване населення становило 149 осіб. Основні галузі зайнятості: освіта, охорона здоров'я та соціальна допомога — 26,8 %, роздрібна торгівля — 16,8 %, виробництво — 13,4 %.